# Getto w Mińsku Mazowieckim

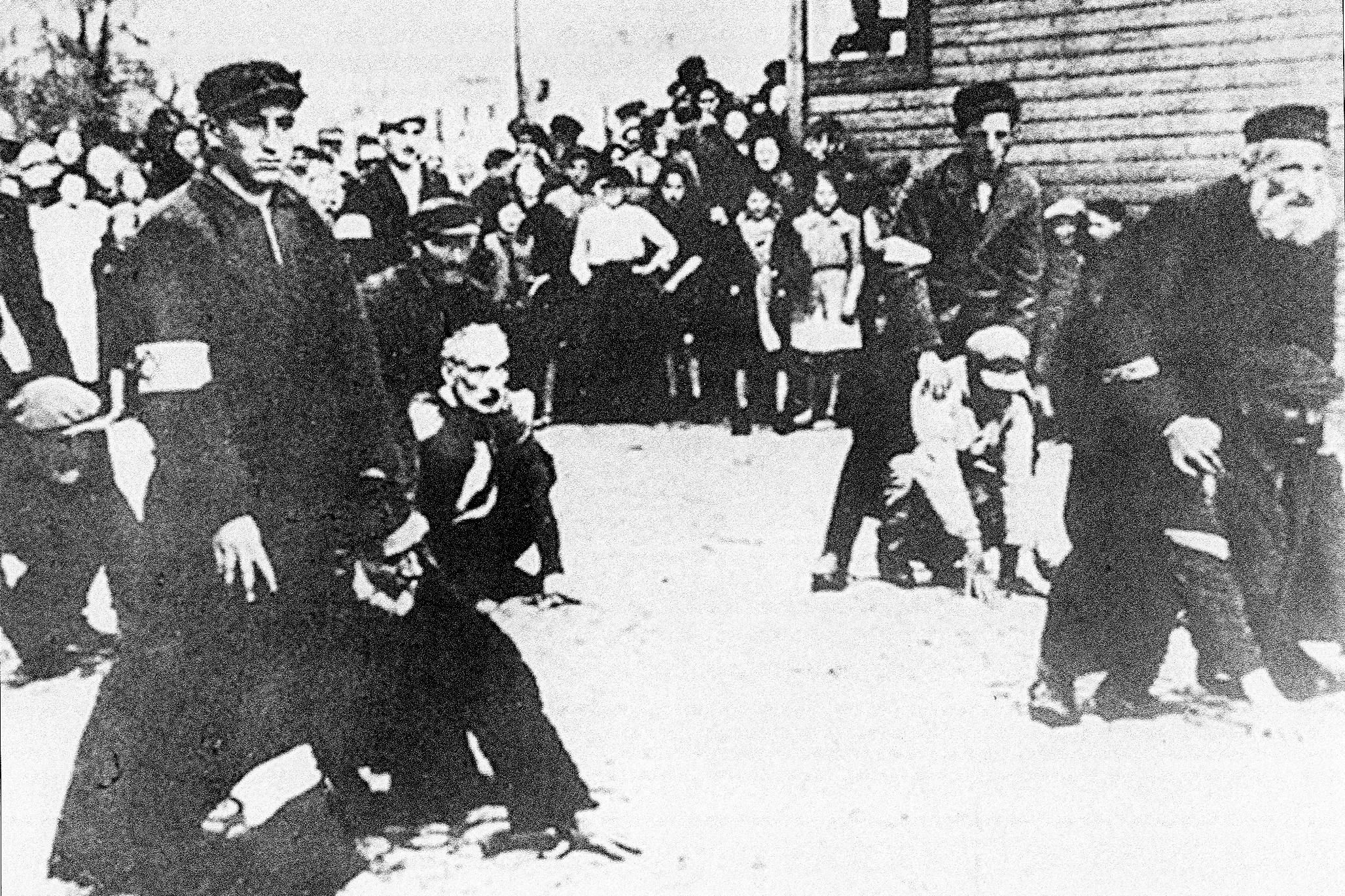
Poniżanie Żydów na rynku w Mińsku Mazowieckim, 1940

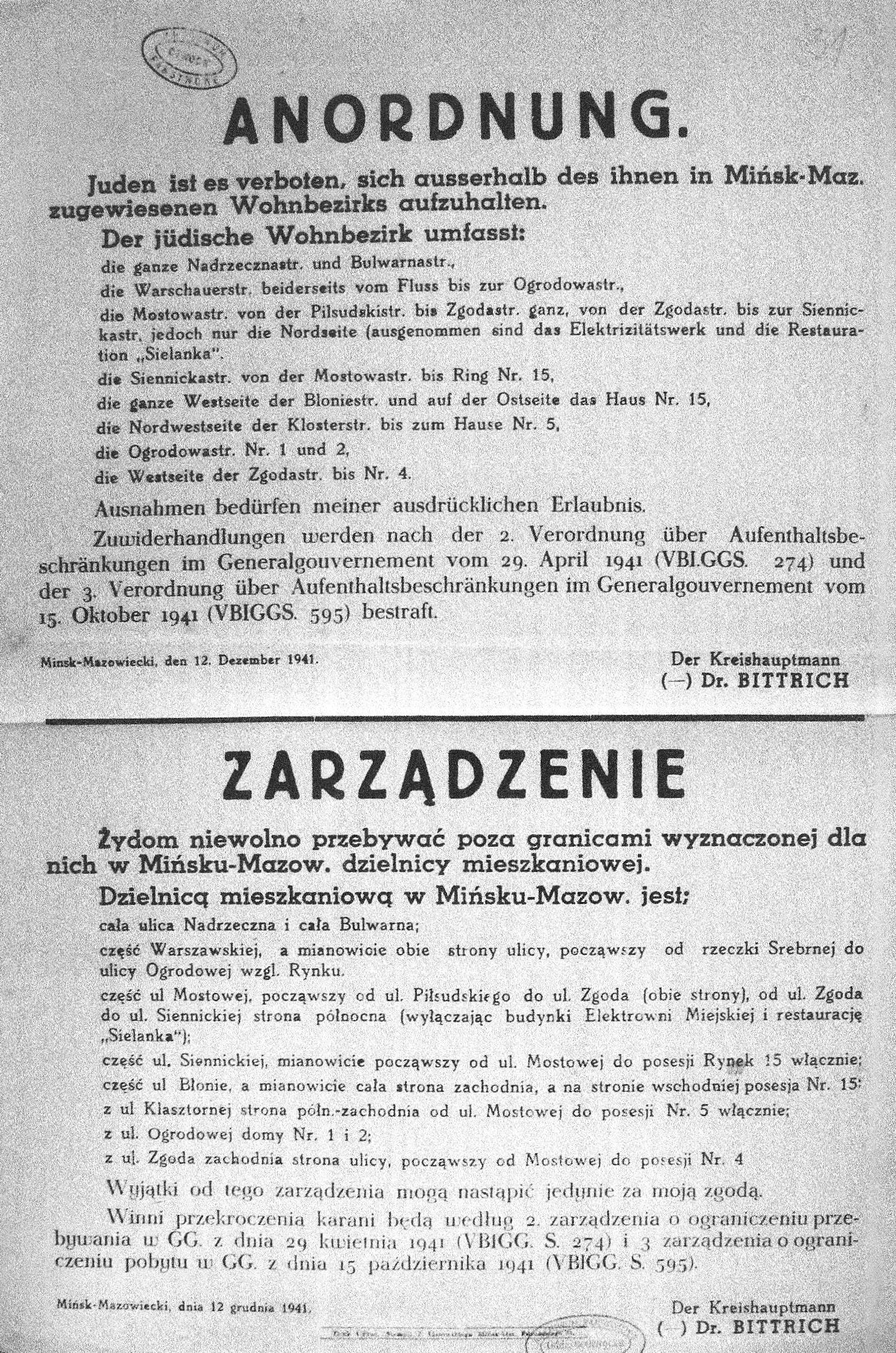
Zarządzenie zakazujące przebywania Żydom poza gettem, 1941

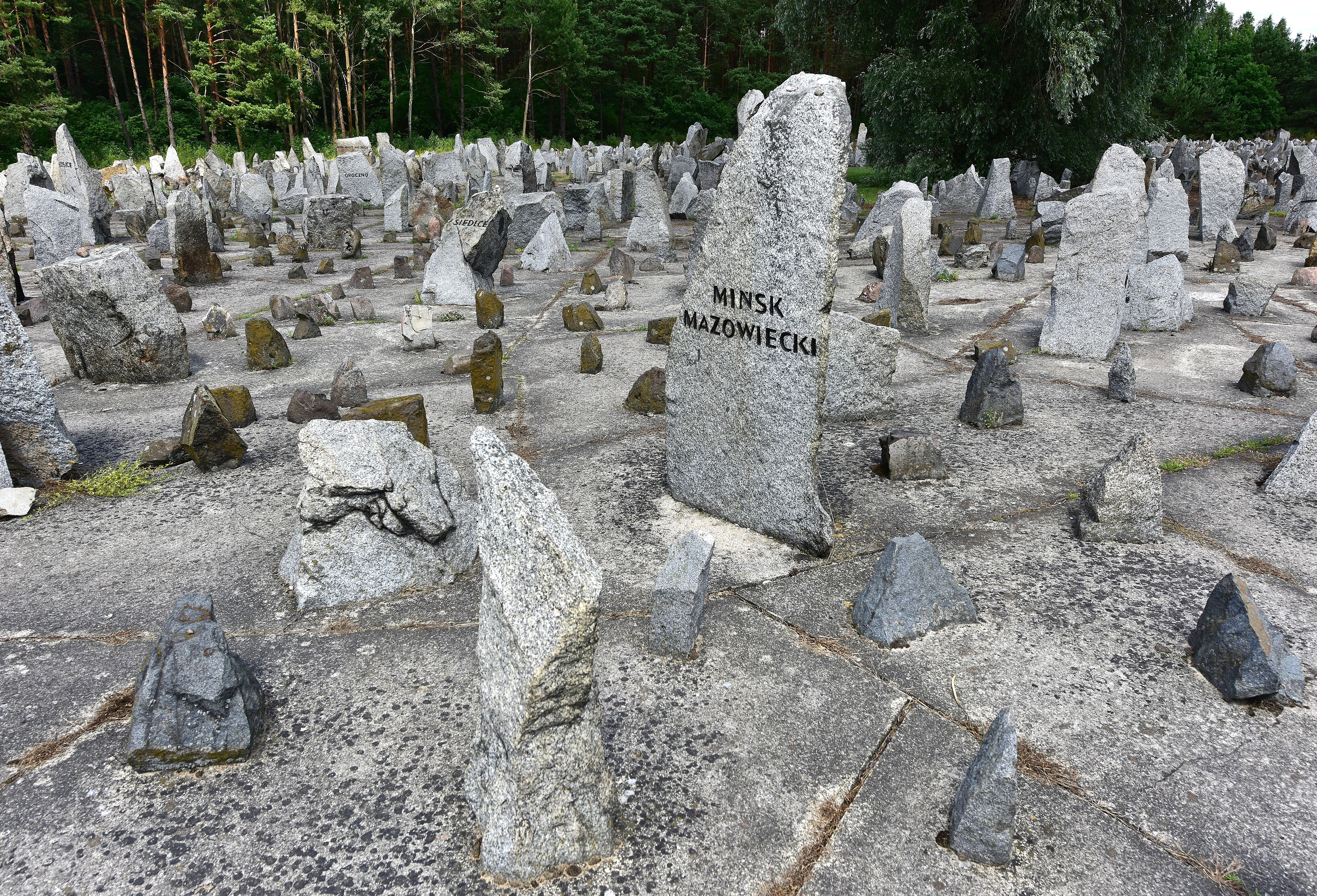
Pomnik Ofiar Obozu Zagłady w Treblince. Kamień upamiętniający zamordowanych w obozie Żydów z Mińska Mazowieckiego

Getto w Mińsku Mazowieckim – getto dla ludności żydowskiej utworzone przez Niemców w 1940 w Mińsku Mazowieckim. 
Poza Żydami z samego miasta znajdowali się tam także przesiedleni mieszkańcy żydowscy z Kałuszyna, Stanisławowa, Dobrego, Kołbieli, Pabianic, Kalisza i Lipna. W getcie mieszkało ok. 6,5-7,5 tys. osób. Wiele z nich wykorzystywano jako niewolniczą siłę roboczą w Fabryce Mostów Kruppa (dawniej Rudzkiego, później Fabryka Urządzeń Dźwigowych).

## Historia
Getto znajdowało się na następującym obszarze miasta: cała ul. Nadrzeczna i Bulwarna, część ul. Warszawskiej (po obu stronach) od rzeki Srebrnej do ul. Ogrodowej względnie Rynku, ul. Ogrodowa budynki nr 1 i 2, część ul. Mostowej od ul. Piłsudskiego do ul. Zgoda, a dalej do ul. Siennickiej (od strony północnej), część ul. Siennickiej od Mostowej do posesji Rynek 15, zachodnią część ul. Błonie, ul. Klasztorną od Mostowej do posesji nr 5 oraz zachodnią część ul. Zgody od Mostowej do domu nr 4.
Judenrat w Mińsku (przewodniczący Moszek Kramarz i zastępca Majer Bryks) miał swoją siedzibę w murowanym piętrowym budynku przy ul. Nadrzecznej.
Dnia 15 października 1941 roku gubernator generalny Hans Frank wydał w Warszawie rozporządzenie o karze śmierci na Żydów opuszczających tereny getta oraz na Polaków udzielających im pomocy. Było to tzw. trzecie rozporządzenie o ograniczeniach pobytu w Generalnym Gubernatorstwie i odwoływało się do dekretu Hitlera z 12 października 1939 roku. W art. I p. 4b karze śmierci podlegali zarówno Żydzi opuszczający teren getta jak również osoby pomagające uciekinierom oraz ich ukrywające. Śmierci podlegały również osoby zachęcające do takich aktów, a czyn usiłowany karany był tak samo jak dokonany.
Getto zostało zlikwidowane w lecie 1942 roku. 21 sierpnia tego roku większość mieszkańców została wywieziona do obozu zagłady w Treblince), a wielu niedołężnych zostało zamordowanych na miejscu w Mińsku. Ok. 600 młodych i zdrowych mężczyzn zostało w Mińsku jako siła robocza przez kilka następnych miesięcy. 24 grudnia tego roku ponad 200 z pozostałych Żydów została rozstrzelana na terenie istniejącego do dziś cmentarza żydowskiego; 5 stycznia 1943 r. podzieliła ich los grupa 104 żydowskich pracowników z fabryki Kruppa; kilka dni później (10 stycznia) pozostałych ok. 250 zostało zgromadzonych w dawnej szkole, budynek której następnie spalono.
W trakcie istnienia getta mińskiego, działacze polskiego ruchu oporu (głównie AK) brali udział w ratowaniu żydowskich dzieci, które były po kryjomu przesiedlane z getta i ukrywane przez polskie rodziny.

## Upamiętnienie
- Kaźń Żydów w szkole przy ul. Siennickiej upamiętnia tablica pamiątkowa, ufundowana przez obecne władze miasta. (dziś siedziba nowo wybudowanego Gimnazjum Miejskiego nr 3).
- Żydzi z Mińska Mazowieckiego zostali upamiętnieni jednym z kamieni z nazwą miasta, stanowiących element pomnika Ofiar Obozu Zagłady w Treblince[3].